# کیسون آلن
کیسون آلن (انگلیسی: Chaisson Allen؛ زادهٔ ۱ ژوئن ۱۹۸۹) بازیکن بسکتبال اهل ایالات متحده آمریکا است.